# 阿列克谢·阿利波夫
阿列克谢·亚历山德罗维奇·阿利波夫（俄语：Алексей Александрович Алипов，1975年8月7日—），生于莫斯科，是一名俄罗斯男子射击运动员。他曾在2004年雅典奥运上获得飞碟多向金牌，2008年北京奥运，他在同一项目上未能卫冕，获得铜牌。